# Gordie Howe-hattrick
Ett Gordie Howe-hattrick är inom ishockeyn en variation av ett hat trick i vilket en spelare gör ett mål, får en assist samt är med i ett slagsmål i en och samma match. Det är uppkallat efter Gordie Howe, en kanadensisk ishockeyspelare som var känd för såväl sin målfarlighet som för tuffhet och aggressiva spel. Trots att bedriften är döpt efter honom hade Gordie Howe själv endast ett Gordie Howe-hattrick i sin mycket långa karriär, det var den 22 december 1955 i en match mellan Detroit Red Wings och Boston Bruins.
Ett Gordie Howe-hattrick räknas inte med bland den vanliga officiella matchstatistiken. Bland NHL-lagen är det endast San Jose Sharks och Ottawa Senators som för statistik över hur många Gordie Howe-hattricks deras spelare mäktat med.